# Максимчук Віра Антонівна
Віра Антонівна Максимчу́к (12 жовтня 1924, Полтава — 20 грудня 1995, Полтава) — українська художниця; член Спілки радянських художників України з 1965 року.

## Біографія
Народилася 12 жовтня 1924 року в місті Полтаві (нині Україна). У 1940—1941 роках навчалася у Полтавському шляхово-механічному технікумі. Була ученицею Павла Горобця у студії при Полтавському художньому музеї. 1953 року закінчила Одеське художнє училище, де навчалась у Леоніда Мучника, Миколи Павлюка, Мартина Кордонського, Діни Фруміної.
Після здобуття мистецької освіти, у 1953—1954 роках викладала малювання у місті Костянтинівці, після чого переїхала до Полтави, де упродовж 1956—1979 років працювала в обласному товаристві художників і художньо-виробничих майстернях. Мешкала в Полтаві в будинку на вулиці Зіньківській, № 2, квартира № 5. Померла в Полтаві 20 грудня 1995 року.

## Творчість
Працювала у галузі станкового живопису та станкової графіки. Серед робіт:
живопис
- «Український натюрморт» (1959);
- «Першокласниця» (1960);
- «Рукодільниця» (1960);
- «У садку» (1960);
- «Таня» (1961);
- «Різьбярка М. Числова» (1960-ті);
- «Бузок квітує» (1962);

графіка
- «Слюсар О. Овчаренко» (1974);
- «Робітниця Г. Ткачук» (1975).

Брала участь в обласних, республіканських та зарубіжних виставках з 1957 року. 
Окремі роботи художниці зберігаються у Полтавському краєзнавчому музеї, Великосорочинському літературно-меморіальному музеї Миколи Гоголя.

## У мистецтві
Графічні портрети художниці створили Павло Горобець (1959), Євген Любимов (1975).